# Акбулацький сільський округ (Уаліхановський район)
Акбула́цький сільський округ (каз. Ақбұлақ ауылдық округі, рос. Акбулакский сельский округ) — адміністративна одиниця у складі Уаліхановського району Північноказахстанської області Казахстану. Адміністративний центр — село Акбулак.
Населення — 847 осіб (2021; 1307 у 2009, 1914 у 1999, 2992 у 1989).
Станом на 1989 рік існували Сілетинська сільська рада (села Карашилік, Молода Гвардія, Солнечне) та Чеховська сільська рада (село Чеховське). До 2010 року сільський округ називався Чеховським.

## Склад
До складу округу входять такі населені пункти:
| Населений пункт | Старі назви    | Населення, осіб (1989) | Населення, осіб (1999) | Населення, осіб (2009) | Населення, осіб (2021) |
| --------------- | -------------- | ---------------------- | ---------------------- | ---------------------- | ---------------------- |
| Акбулак, село   | Чеховське      | 1125                   | 821                    | 639                    | 429                    |
| Карашилік, село | -              | 682                    | 391                    | 207                    | 145                    |
| Жас-Улан, село  | Молода Гвардія | 1133                   | 702                    | 461                    | 273                    |
| Солнечне, село  | -              | 52                     | -                      | -                      | -                      |